# 扬·什韦赫利克
扬·什韦赫利克（1950年1月17日—），斯洛伐克男子足球运动员，司职前锋。他曾代表捷克斯洛伐克国家队参加1976年欧洲足球锦标赛，结果队伍获得冠军。